# La Boissière-de-Montaigu
La Boissière-de-Montaigu è un comune francese di 2 069 abitanti situato nel dipartimento della Vandea nella regione dei Paesi della Loira.

## Società

### Evoluzione demografica
Abitanti censiti